# シャトークア郡 (ニューヨーク州)
シャトークア郡（英: Chautauqua County [ʃəˈtɔːkwə] ）は、アメリカ合衆国ニューヨーク州の南西隅に位置する郡である。人口は12万7657人（2020年）。郡庁所在地はメイビル村であり、同郡で人口最大の都市はジェームズタウンである。郡名はセネカ族インディアンの言葉で「中央に結ばれた袋」を意味するものを短縮した可能性がある。

## 歴史
シャトークア郡は1808年3月11日に、ジェネシー郡から分離して設立された.。この分離はカタラウガス郡とナイアガラ郡を設立したのと同じ条件で行われた。政治的な目的だったが、郡の組織を直ぐに適切には作れなかったので全てナイアガラ郡の一部として管理された。
1811年2月9日、郡の組織が完成し、政府が出発した。設立当初から陸地面積は約1,100平方マイル (2,850  km2) あり、一度も変えられていない。

## 地理
シャトークア郡はニューヨーク州の南西隅、最西端に位置し、ニューヨーク・ペンシルベニア州境に接している。郡の中央にシャトークア湖があり、エリー湖が北の境界になっている。
東大陸分水界の一部が郡の中を通っている。シャトークア湖を含めコネワンゴ・クリークの流域からは最終的にメキシコ湾まで流れる。郡の残りの地域はエリー湖に注ぎ、その先は北大西洋である。この分水界は「シャトークア尾根」と呼ばれ、ニューヨーク州の南部地域とナイアガラ・フロンティアを分ける線になっている。郡を地政学的に分けるためにも重要な線であり、郡北部はダンカーク市を中心に、郡南部はジェイムズタウンを中心にして、それぞれが独自の興味を持っている。
地形は概してうねりのある丘陵とバレーであり、標高は1,100フィート (330 m) から2,100フィート (630 m)を推移している。ただし、エリー湖から数マイルの地域は平坦であり、標高も1,000フィート以下 (300 m) である。郡内最低地点はエリー湖の湖面であり、標高は571フィート (174 m) である。最高地点はガーンジー・ベンチマークであり、標高は2,180フィート (664 m) である。
アメリカ合衆国国勢調査局に拠れば、郡域全面積は1,500平方マイル (3,885.0 km2)であり、このうち陸地1,062平方マイル (2,750.6 km2)、水域は438平方マイル (1,134.4 km2)で水域率は29.20%である

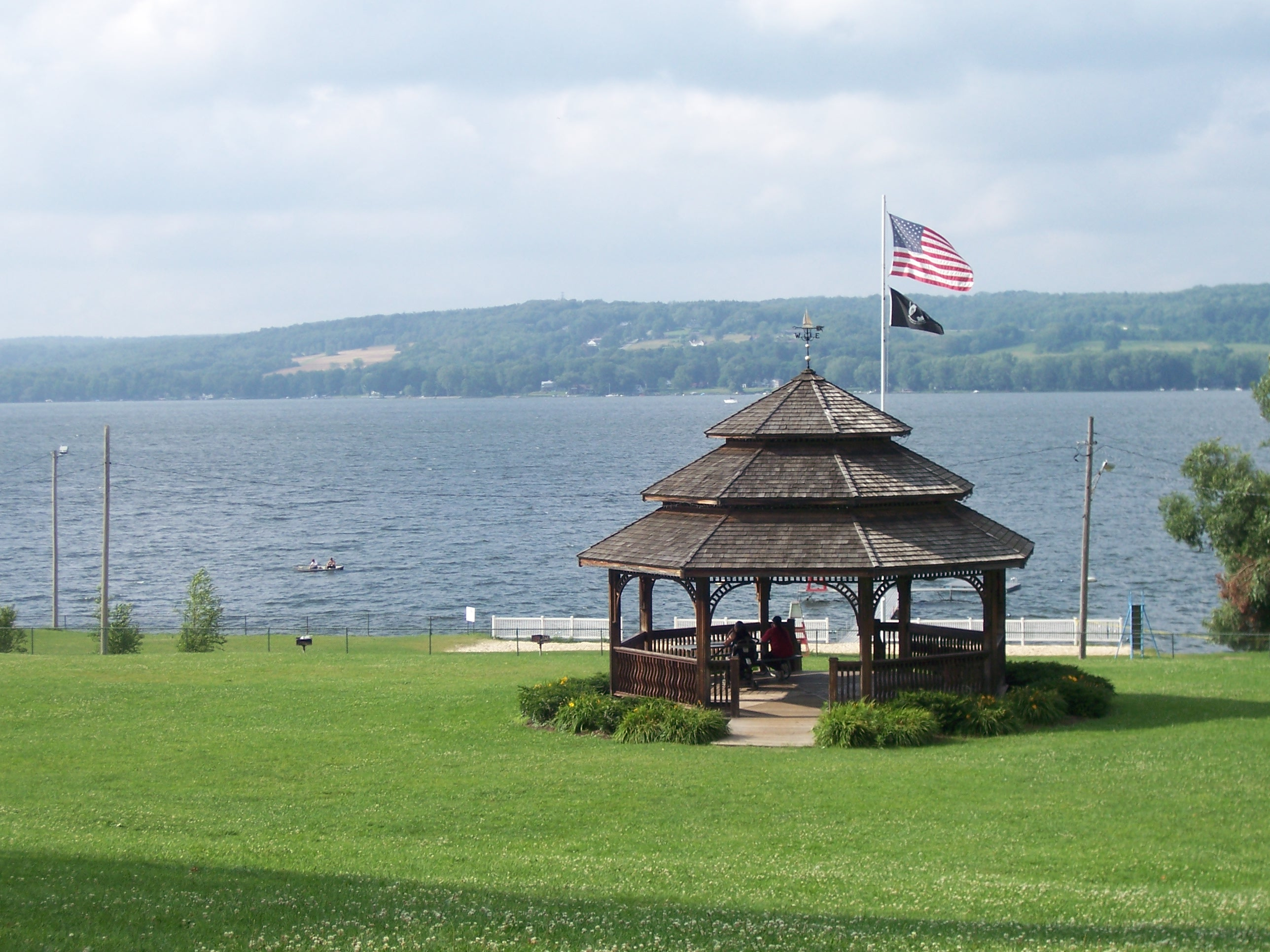
シャトークア湖

### 主要高規格道路
- 州間高速道路86号線/ニューヨーク州道17号線（サザン・ティア・イクスプレスウェイ）
- 州間高速道路90号線(ニューヨーク州スルーウェイ）
- アメリカ国道20号線
- アメリカ国道62号線
- ニューヨーク州道5号線
- ニューヨーク州道39号線
- ニューヨーク州道60号線
- ニューヨーク州道394号線
- ニューヨーク州道430号線

### 隣接する郡
- エリー湖 - 北東
- エリー郡 - 北東
- カタラウガス郡 - 東
- ウォーレン郡 (ペンシルベニア州) - 南東
- エリー郡 (ペンシルベニア州) - 南西

## 人口動態
以下は2000年国勢調査による人口統計データである。（　）内に2010年データを示す。
| 基礎データ - 人口: 139,750人 (134,905 人) - 世帯数: 54,515 世帯 - 家族数: 35,979 家族 - 人口密度: 51人/km2（132人/mi2）(49人、127人) - 住居数: 64,900 軒 - 住居密度: 24軒/km2（61軒/mi2） 人種別人口構成 - 白人: 94.04% (92.57%) - アフリカン・アメリカン: 2.18% (2.37%) - ネイティブ・アメリカン: 0.43% (0.51%) - アジア人: 0.36% (0.51%) - 太平洋諸島系: 0.03% (0.03%) - その他の人種: 1.73% 1.98%) - 混血: 1.23% (2.03%) - ヒスパニック・ラテン系: 4.22% (6.11%) 先祖による構成 - ドイツ系：17.3% - イタリア系：15.1% - スウェーデン系：11.6% - イギリス系：10.9% - ポーランド系：9.3% - アイルランド系：9.2% - アメリカ人：5.6% 言語による構成 - 英語：93.0% - スペイン語：3.8% 年齢別人口構成 - 18歳未満: 24.5% (21.83%) - 18-24歳: 10.3% (11.32%) - 25-44歳: 26.3% - 45-64歳: 23.0% - 65歳以上: 16.0% (16.59%) - 年齢の中央値: 38歳 - 性比（女性100人あたり男性の人口） - 総人口: 95.2 (97.2) - 18歳以上: 92.2 | 世帯と家族（対世帯数） - 18歳未満の子供がいる: 30.5% - 結婚・同居している夫婦: 50.9% - 未婚・離婚・死別女性が世帯主: 10.8% - 非家族世帯: 34.0% - 単身世帯: 28.1% - 65歳以上の老人1人暮らし: 12.6% - 平均構成人数 - 世帯: 2.45人 - 家族: 2.99人 収入と家計 - 収入の中央値 - 世帯: 33,458米ドル - 家族: 41,054米ドル - 性別 - 男性: 32,114米ドル - 女性: 22,214米ドル - 人口1人あたり収入: 16,840米ドル - 貧困線以下 - 対人口: 13.8% - 対家族数: 9.7% - 18歳未満: 19.3% - 65歳以上: 8.2% |

## 郡政府と政治
シャトークア郡は1975年まで郡政委員会によって統治されていたが、この年に新しい郡憲章が有効となり、1人の郡執行官と13人の郡立法府の政府となった。郡政委員会は現在25人となり、委員は小選挙区から選出されている。
ニューヨーク州議会下院では第150選挙区に、上院では第57選挙区に入っている。アメリカ合衆国下院議員ではニューヨーク州第23選挙区に入っており、2013年時点では共和党員を選出している。
シャトークア郡は1980年から2008年まで全くの指標郡であり、この間にあったアメリカ合衆国大統領選挙では全て当選者を支持した。しかし、2012年の選挙では民主党現職のバラク・オバマの代わりに、共和党のミット・ロムニーを支持した。落選者を支持したのは1976年以来のことになった。

## 都市と町

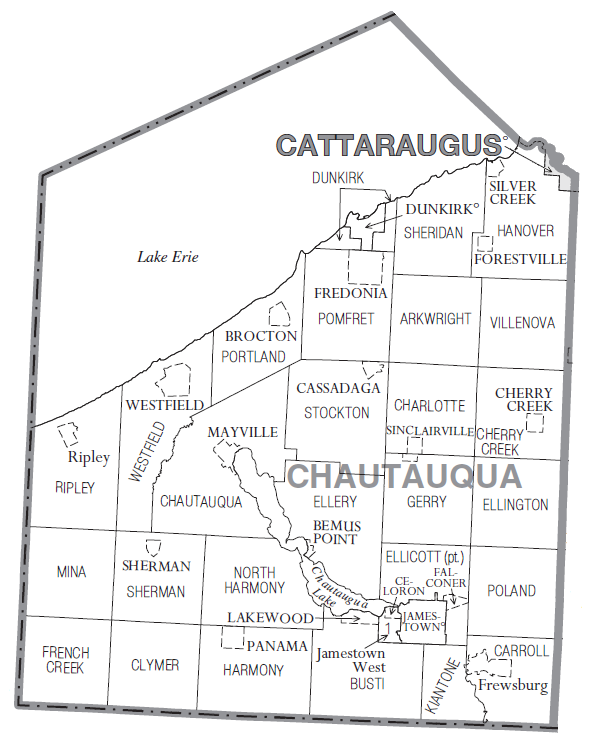
シャトークア郡の自治体配置図

| 都市                            | 町 | 村 | 小集落（ハムレット） |
| ------------------------------- | --- | --- | --- |
| - ダンカーク - ジェームズタウン | - アークライト - バスティ - キャロル - シャーロット - シャトークア - チェリークリーク - クライマー - ダンカーク - エラリー - エリコット - エリントン - フレンチクリーク - ゲリー - ハノーバー - ハーモニー - キアントーン - マイナ - ノースハーモニー - ポーランド - ポンフレット - ポートランド - リプリー - シェリダン - シャーマン - ストックトン - ビレノバ - ウェストフィールド | - ベマスポイント - ブロックトン - カサダガ - セロロン - チェリークリーク - ファルコナ - フォレストビル - フレドニア - ライクウッド - メイビル - パナマ - シャーマン - シルバークリーク - シンクレアビル - ウェストフィールド | - アシュビル - バスティ - フィンドリーレイク - フリューズバーグ - ハムレット - アービング - ケネディ - ラオナ - リリーデール - メイプルスプリングス |

### インディアン居留地
- カタラウガス居留地

## 教育
ジェイムズタウン・コミュニティカレッジはジェイムズタウンとダンカークに2つのキャンパスがある。ニューヨーク州立大学フレドニア校が郡北部にある。ジェイムズタウン実業カレッジは2年制の学位と、資格証明書、さらに4年生学位を提供している。

## シャトークア郡にちなんで命名された郡
- シャトークア郡 (カンザス州)